# Max Heinzel

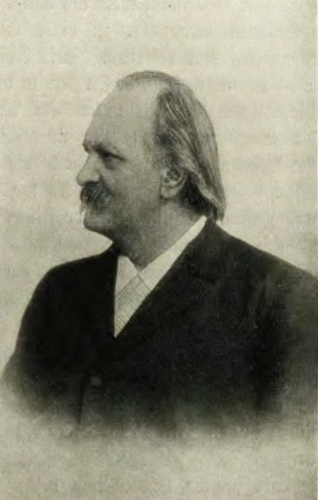
Max Heinzel

Max Heinzel (* 28. Oktober 1833 in Ossig, Kreis Striegau; † 1. November 1898 in Schweidnitz) war ein schlesischer Dialektdichter, Schriftsteller, Journalist und Hauslehrer.

## Leben
Heinzel war bis 1868 als Lehrer und Hauslehrer, von 1869 bis 1880 als Redakteur an verschiedenen Zeitungen tätig und widmete sich fortan ausschließlich der Schriftstellerei sowie dem Vortrag eigener und fremder schlesischer Dialektdichtungen, wodurch er sich große Beliebtheit erwarb. Heinzel veröffentlichte zuerst hochdeutsche Gedichte: „Aus Herzensgrund“ (Breslau 1867), hierauf die Dialektgedichte: „Vägerle flieg’ aus“ (Ratibor 1875; 2. Aufl., Schweidn. 1896); „A schlä’sches Pukettel, Gereimtes und Ungereimtes“ (Bresl. 1879; 4. Aufl., Schweidn. 1901); „Ock ni trübetimplich“, Prosa (Bresl. 1880; 5. Aufl., Schweidnitz 1904); „Mei jüngstes Kindel“, Prosa u. Gedichte (Bresl. 1883); „Fahrende Gesellen. Hochdeutsches und Mundartliches“ (das. 1884); „Humoristische Genrebilder“ (das. 1882, 2. Aufl. 1889); „Maiglöckel“, Dialektgedichte (das. 1887, 2. Aufl. 1905); „In Sturm und Wetter“, hochdeutsche Gedichte (das. 1887, 2. Aufl. 1905); „In Rübezahls Reich und andere Dichtungen“ (hochd., Großenhain 1892); „A frisches Richel“, Poesie und Prosa (dialektisch u. hochd., Schweidn. 1893). Auch begründete Heinzel den seit 1883 in Breslau, seit 1886 in Schweidnitz erscheinenden Kalender „Der gemittliche Schläsinger“, den er selbst bis zu seinem Tode redigierte, und veröffentlichte Übersetzungen dänischer Novellen: „Ohne Titel“ (Bresl. 1882). Heinzel hat sich durch Humor, sinnige Auffassung und vortreffliche Kenntnis der Volksart den besten schlesischen Dialektdichtern an die Seite gestellt.

## Denkmal

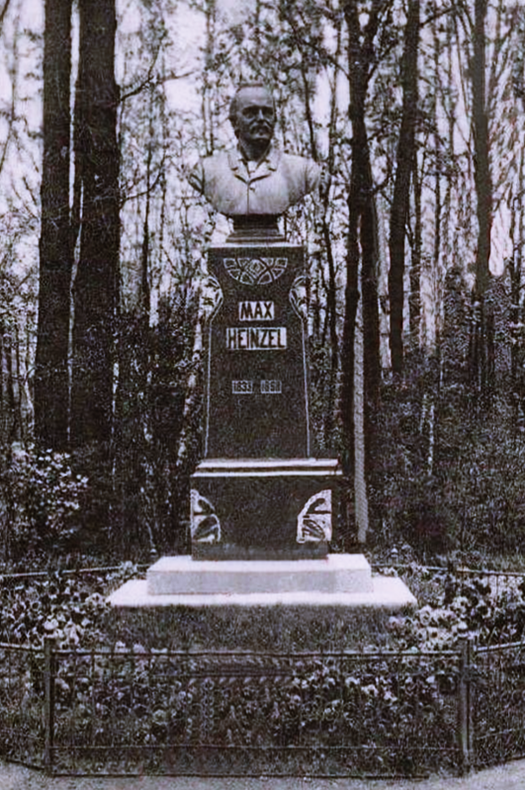
Max Heinzel-Denkmal

Teilnehmer der „Dichterschule“ initiierten im Mai 1899 eine Sammlung zur Errichtung eines Denkmals für Max Heinzel. Am 7. Oktober 1900 wurde dem Dichter auf dem Striegauer Platz in Schweidnitz eine bronzene Büste auf einem aufwendig geschmücktem Granitsockel errichtet. Im Jahr 1912 wurde das Denkmal auf einen neuen „Schmuckplatz“ in der Kaiserpromenade an der Bahnlinie nach Königszelt versetzt. 
Seit der Vertreibung der deutschen Bevölkerung nach 1945 verliert sich auch die Spur des Denkmals.

## Quelle
- Meyers Großes Konversations-Lexikon, Band 9. Leipzig 1907, S. 114
- Dr. Richard Sier: Deutschlands Geistes-Helden, Berlin o. J. (1904), S. 34